# Balatonendréd
Balatonendréd je obec v Maďarsku v župě Somogy. Obec se nachází nedaleko Balatonu.